# Henri Félix Emmanuel Philippoteaux
Henri Félix Emmanuel Philippoteaux (3 de abril de 1815, Paris – 8 de novembro de 1884, Paris) foi um artista e ilustrador francês, conhecido principalmente como pintor de batalha.

## Vida e obra
Ele nasceu em Paris, França, estudou arte no estúdio de Léon Cogniet, e expôs pela primeira vez seu trabalho no Salão de Paris de 1833.
Uma de suas obras mais conhecidas foi uma representação do Cerco de Paris durante a Guerra Franco-Prussiana, pintada na forma de um ciclorama, um tipo de grande pintura panorâmica no interior de uma plataforma cilíndrica projetada para fornecer a um espectador posicionado no meio do cilindro uma visão de 360° da pintura. Os espectadores cercados pela imagem panorâmica devem se sentir como se estivessem no meio de um evento histórico ou lugar famoso.
Philippoteaux também produziu um grande número de obras narrando a ascensão e sucessos de Napoleão Bonaparte, incluindo um retrato de Napoleão em seu uniforme regimental e um grupo de pinturas de vitórias francesas nas guerras napoleônicas. Philippoteaux foi premiado com a Légion d'honneur em 1846.

O filho de Philippoteaux, Paul Philippoteaux, também era um artista; ambos eram famosos por sua produção de cicloramas. Pai e filho colaboraram em The Defense of the Fort d'Issy em 1871. Eles também colaboraram em um ciclorama da Batalha de Gettysburg que se tornou uma obra célebre nos Estados Unidos:
"Um ciclorama, no entanto, interrompeu a queda na popularidade e quase sozinho reviveu o interesse do público no meio por mais uma década… esta criação singular foi inicialmente pintada em 1882-83 por Henry F. Philippoteaux e Paul Philippoteaux, um pai e filho de artistas franceses… em um ano, meio milhão de pessoas estavam diante dele."
Pai e filho melhoraram o efeito artístico de sua pintura cilíndrica adicionando uma terceira dimensão, incluindo elementos de diorama colocados na frente da pintura e incorporando seções de paredes e objetos do campo de batalha que se misturavam às partes pintadas da apresentação.

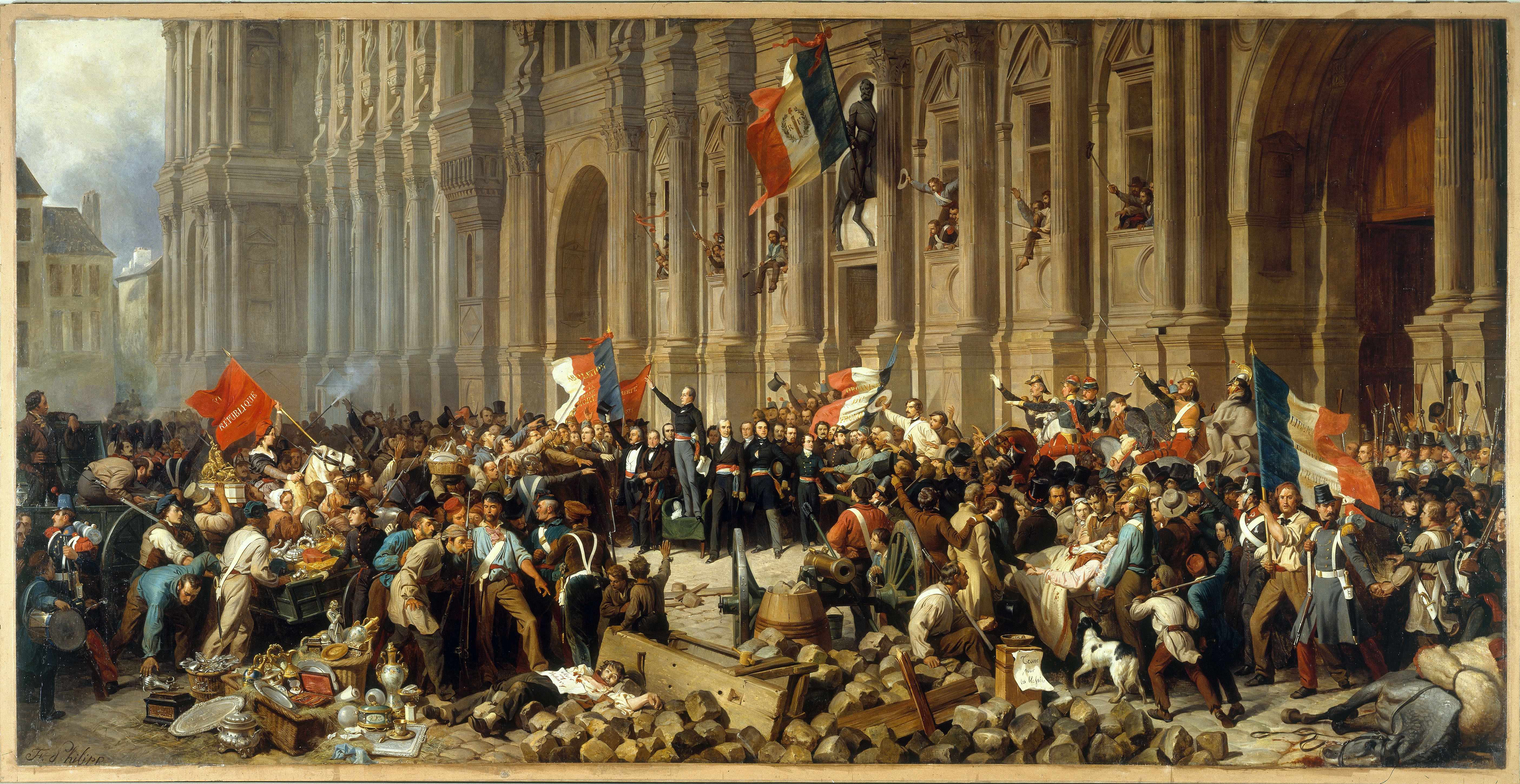
Lamartine rejeita a Bandeira Vermelha diante do Hôtel de Ville, representando a Revolução de 1848

Ele morreu em 1884 e seu obituário no New York Times apareceu em 10 de novembro de 1884.

## Lista parcial de obras
- Les Gentilshommes du Duc d'Orléans
- O Iceberg, Episódio das Guerras da América (1833)
- O Retiro de Moscou (1835)
- A captura de Ypres (1837)
- Morte de Turenne
- O cerco de Antuérpia em 1792
- Coronel Pe. Ponsonby resgatado no campo de batalha de Waterloo, por um oficial francês
- Eles estão em nossa casa (1880)
- A pervinca
- O engano
- A Lâmina de Grama
- O Retorno da Dram-shop (1853)
- A Batalha do Raab
- A Passagem do Tagliamento
- O cerco de Antuérpia em 1832

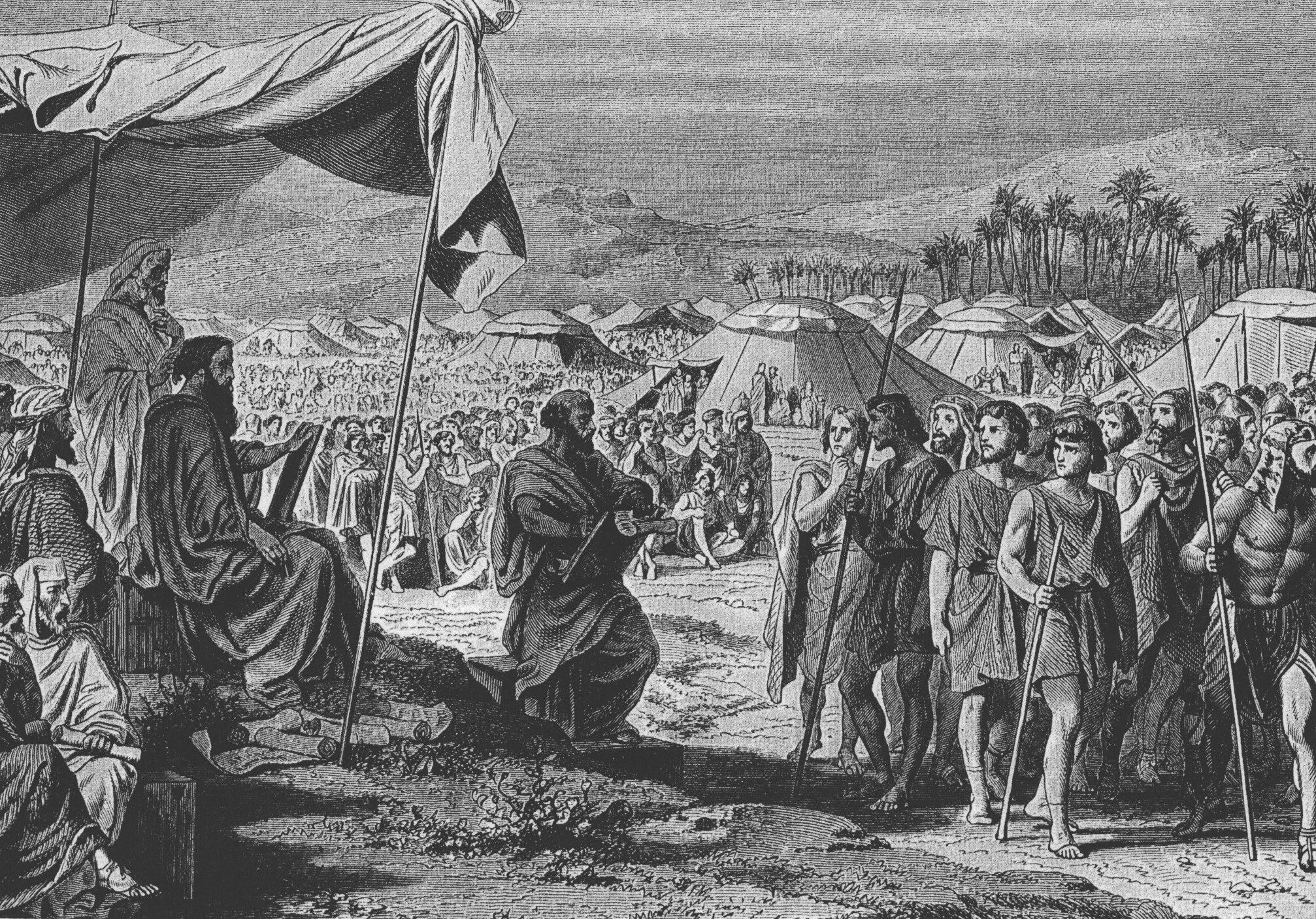
A numeração dos israelitas, gravura
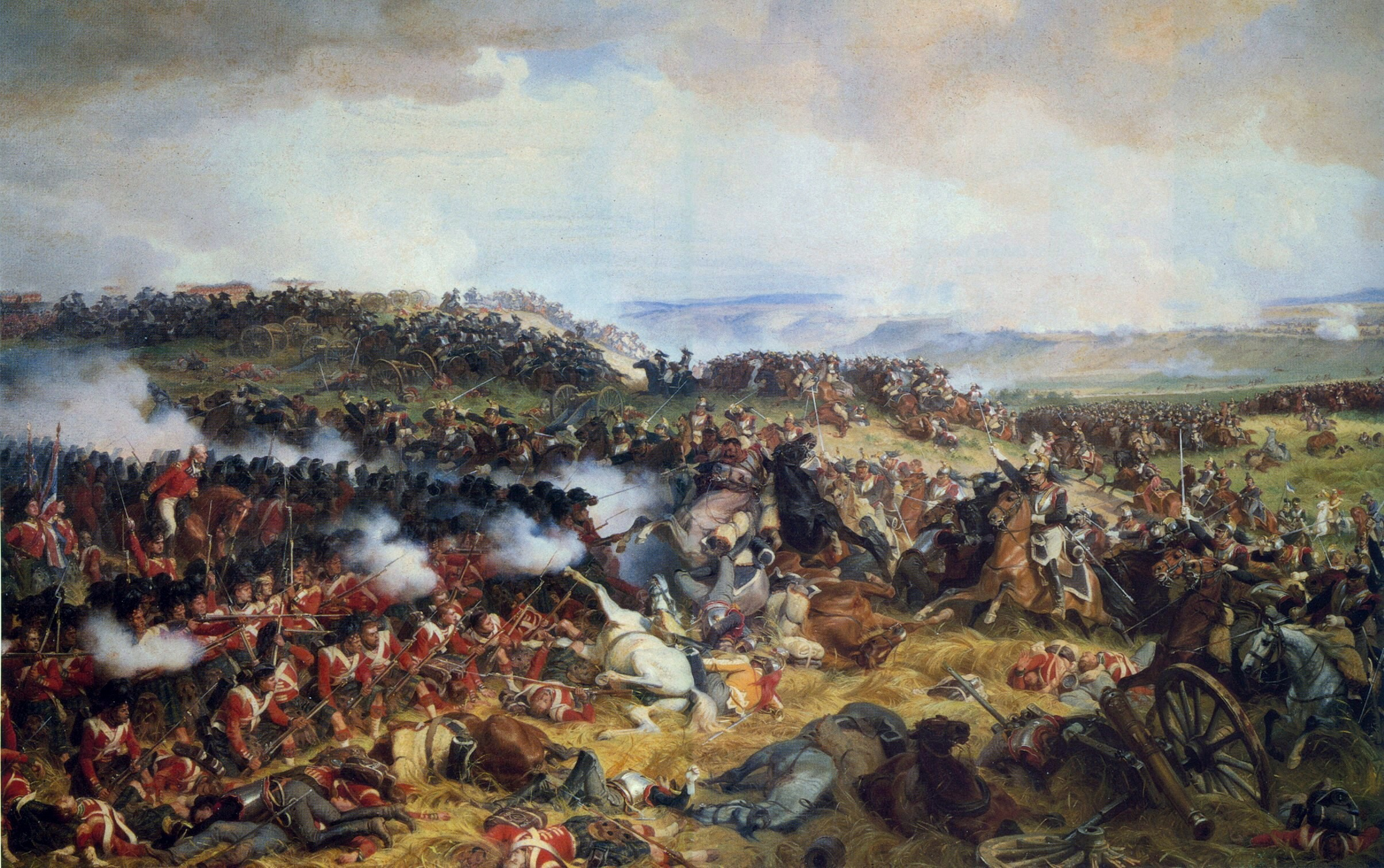
A Batalha de Waterloo: as praças britânicas recebendo a carga dos couraceiros franceses, 1874
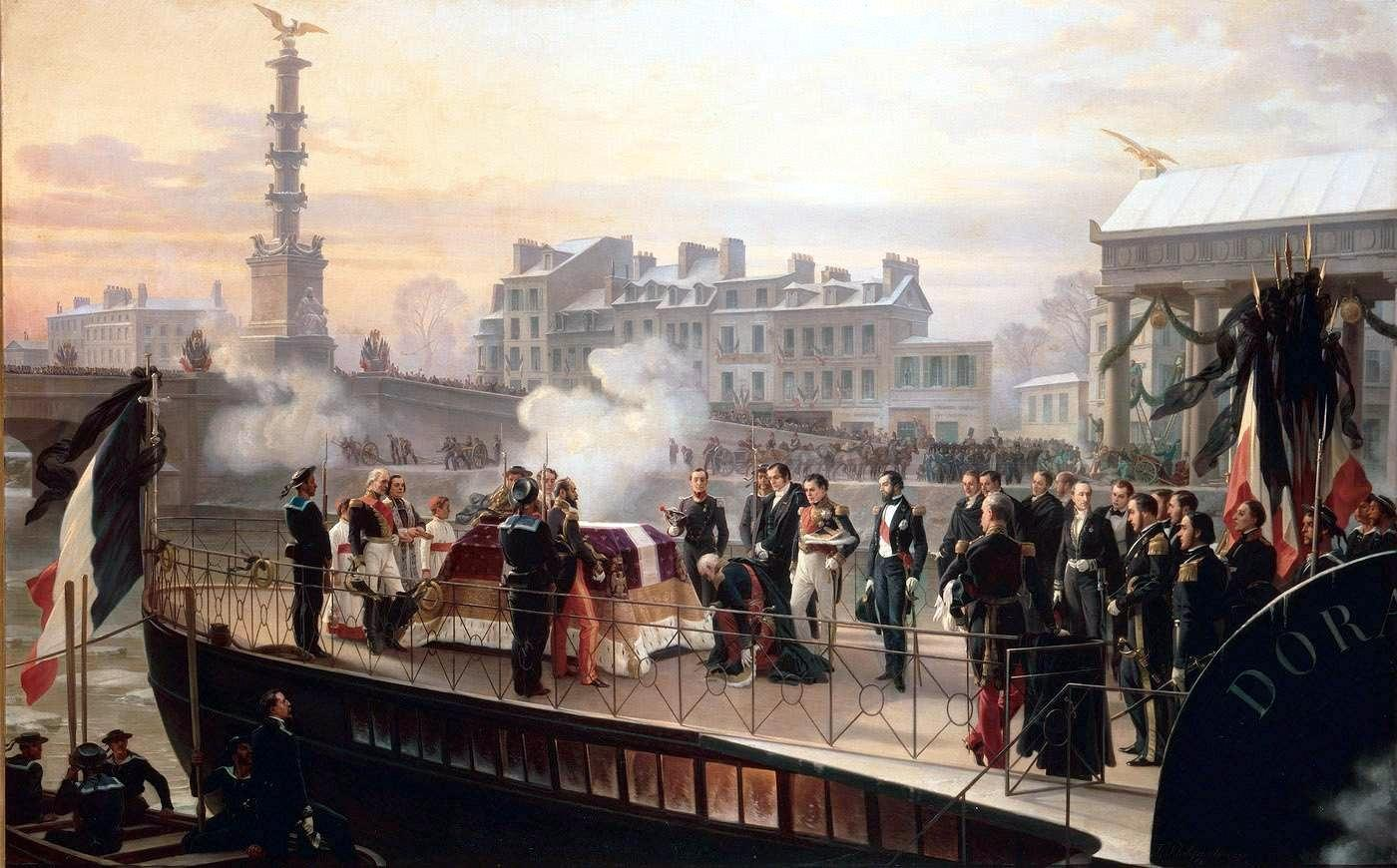
Chegada de "la Dorade" a Courbevoie em 14 de dezembro de 1840, 1867. Château de Malmaison
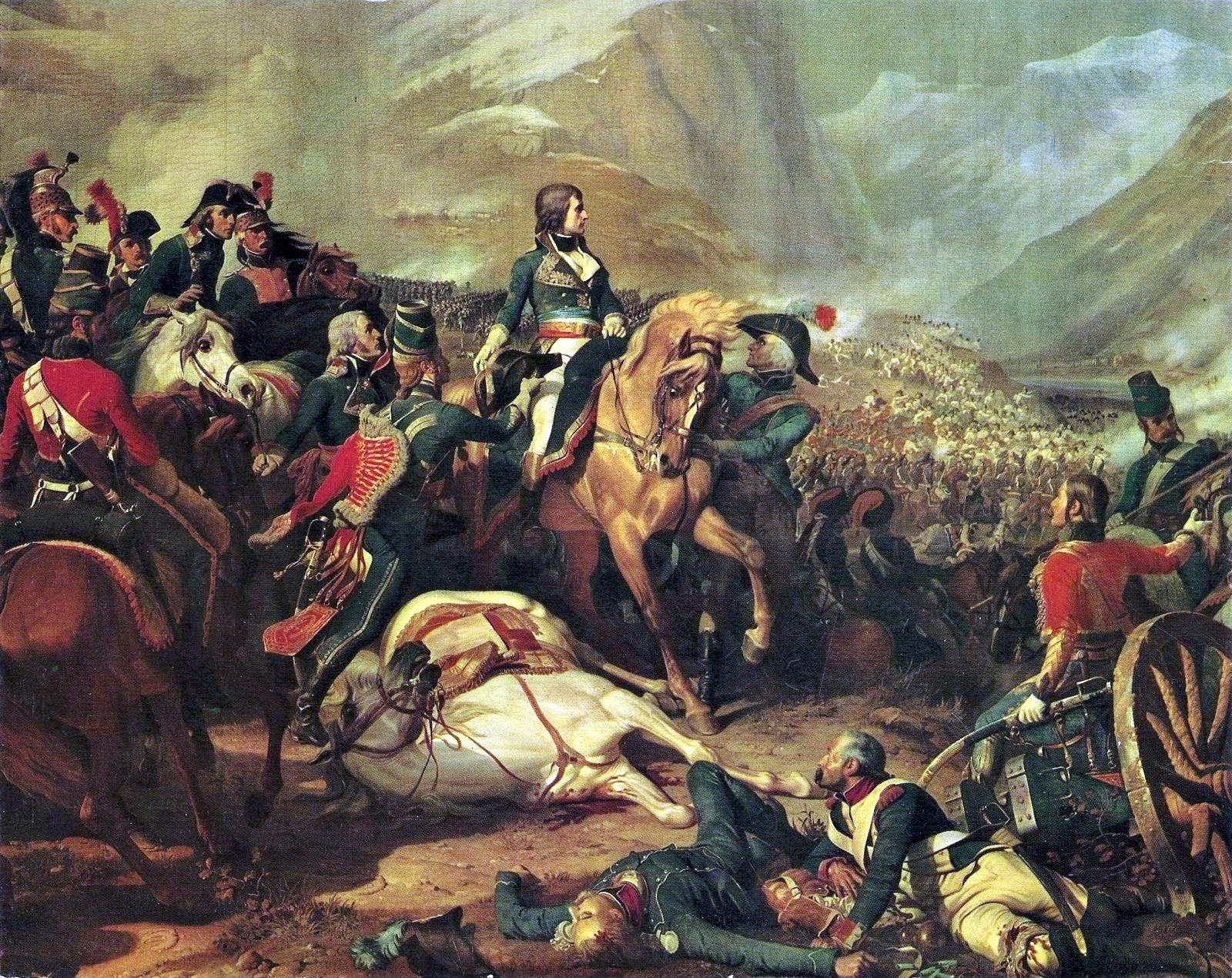
Napoleão na Batalha de Rivoli, 1845, óleo sobre tela